# ورنویل سور ایگنری
ورنویل سور ایگنری (به فرانسوی: Verneuil-sur-Igneraie) یک کامین در فرانسه است که در Canton of La Châtre واقع شده‌است.

## خصوصیات
ورنویل سور ایگنری ۹٫۸۴ کیلومترمربع مساحت و ۳۴۵ نفر جمعیت دارد و ۲۴۲ متر بالاتر از سطح دریا واقع شده‌است.